# تشائوسر محلة (بايين خيابان ليتكوة)
تشائوسر محلة (بالفارسية: چائوسرمحله) هي قرية تقع في إيران في Pain Khiyaban-e Litkuh Rural District. يقدر عدد سكانها بـ 67 نسمة .